# لغة غيكو كارين
الغيكو هي لغة كارينية من بورما. يُقال إن الينباو نوعٌ منها. وينتمي متحدثو الغيكو والينباو إلى عرق الكايان، وكذلك متحدثو لاهتا وبادونغ.
الكاداو والتاونغميينغ نوعان لغويان متقاربان.